# كلاوديو غراسي (سياسي)
كلاوديو غراسي هو سياسي إيطالي، ولد في 12 نوفمبر 1955 في ريدجو إميليا في إيطاليا. نشط حزبياً في اليسار الإيطالي ‏. وقد انتخب عضو مجلس الشيوخ الإيطالي ‏.